# 1677 a tudományban
Az 1677. év a tudományban és a technikában.

## Események
- Anton van Leeuwenhoek mikroszkópjával felfedezi az ondóban a spermiumokat

## Születések
- szeptember 17. – Stephen Hales angol növényfiziológus († 1761)

## Halálozások
- május 4.– Isaac Barrow angol matematikus, filológus  (* 1630)